# Vlad
Vlad je mužské jméno používané zejména v Rumunsku a Rusku.
Vzniklo pravděpodobně ze starého tvaru slovanských jmen začínajících elementem „volod“ znamenajícím „vládu“ nebo „vládce“.
Nejznámějším nositelem byl valašský kníže Vlad III. Dracula (vlastním jménem: Vlad Bela Denszo Draconarius) žijící v 15. století, který byl inspirací pro Brama Stokera pro jméno upíra v jeho románu – Hrabě Dracula. Ženská varianta je Vlada.